# 丰镇平
丰镇平（1955年11月—），浙江桐乡市人。
丰镇平现任西安交通大学学术委员会委员，中国动力工程学会理事兼透平专委会副主任，中国高等教育学会工程热物理专委会理事，中国工程热物理学会热机气动热力学分会委员，陕西省工程热物理学会副理事长，中国电机工程学会火力发电分会委员，全国燃气轮机标准化技术委员会委员。

## 研究方向
热机气动热力学与两相流，蒸汽轮机与燃气轮机技术、分布式能源系统、特种叶轮机械设计。